# سیبونگ‌بولانگ
سیبونگ‌بولانگ (اندونزیایی: Cibungbulang) شهری در استان جاوه غربی کشور اندونزی است. جمعیت این شهر بر اساس سرشماری سال ۱۹۹۰ میلادی، ۵۰٫۵۳۷ نفر و بر اساس سرشماری سال ۲۰۰۰ میلادی، ۱۴۸٫۳۸۴ بوده که در سال ۲۰۰۷ میلادی به ۲۴۰٫۴۷۵ نفر افزایش یافته‌است.